# Canton de Rixheim
Le canton de Rixheim est une circonscription électorale française du département du Haut-Rhin.

## Histoire
Un nouveau découpage territorial du Haut-Rhin entre en vigueur à l'occasion des élections départementales de 2015. Il est défini par le décret du 21 février 2014, en application des lois du 17 mai 2013 (loi organique 2013-402 et loi 2013-403). Les conseillers départementaux sont, à compter de ces élections, élus au scrutin majoritaire binominal mixte. Les électeurs de chaque canton élisent au Conseil départemental, nouvelle appellation du Conseil général, deux membres de sexe différent, qui se présentent en binôme de candidats. Les conseillers départementaux sont élus pour 6 ans au scrutin binominal majoritaire à deux tours, l'accès au second tour nécessitant 12,5 % des inscrits au 1er tour. En outre la totalité des conseillers départementaux est renouvelée. Ce nouveau mode de scrutin nécessite un redécoupage des cantons dont le nombre est divisé par deux avec arrondi à l'unité impaire supérieure si ce nombre n'est pas entier impair, assorti de conditions de seuils minimaux. Dans le Haut-Rhin, le nombre de cantons passe ainsi de 31 à 17.
Le canton de Rixheim est formé de communes issues des anciens cantons d'Illzach (9 communes) et de Habsheim (3 communes). Il est entièrement inclus dans l'arrondissement de Mulhouse. Le bureau centralisateur est situé à Rixheim.

## Représentation
| Période élective | Période élective | Mandat | Mandat           | Identité              | Nuance | Nuance | Qualité |
| ---------------- | ---------------- | ------ | ---------------- | --------------------- | ------ | ------ | --- |
| 2015             | 2017             | 2015   | 2017 (démission) | Olivier Becht         |        | DVC    | Magistrat administratif, professeur Ancien Maire de Rixheim Député UDI, Agir et Indépendants depuis 2017                                            |
| 2015             | 2017             | 2015   | 2017             | Patricia Fuchs (Bohn) |        | DVD    | Adjointe au maire de Riedisheim |
| 2017             | 2021             | 2017   | 2021             | Marc Munck            |        | DVD    | Retraité Maire de Ottmarsheim |
| 2017             | 2021             | 2017   | 2021             | Patricia Bohn         |        | DVD    | Restauratrice à la retraite Adjointe au maire de Riedisheim Vice-Présidente/rapporteure de la commission solidarité, famille, insertion et logement |
| 2021             | 2028             | 2021   | en cours         | Patricia Bohn         |        | DVD    | Conseillère sortante |
| 2021             | 2028             | 2021   | en cours         | Marc Munck            |        | DVD    | Conseiller sortant 11e vice-président chargé de l'agglomération de Mulhouse                                                                         |

À l'issue du 1er tour des élections départementales de 2015, deux binômes sont en ballotage : Olivier Becht et Patricia Fuchs (Union de la Droite, 45,24 %) et Aurore Bohrer et Sylvain Schaub (FN, 27,09 %). Le taux de participation est de 49,13 % (17 930 votants sur 36 496 inscrits) contre 47,8 % au niveau départemental et 50,17 % au niveau national.
Au second tour, Olivier Becht et Patricia Fuchs (Union de la Droite) sont élus avec 71,27 % des suffrages exprimés et un taux de participation de 46,98 % (11 565 voix pour 17 154 votants et 36 510 inscrits).

## Composition
Le canton de Rixheim comprend douze communes entières.
| Nom                             | Code Insee | Intercommunalité                 | Superficie (km2) | Population (dernière pop. légale) | Densité (hab./km2) | Modifier                                    |
| ------------------------------- | ---------- | -------------------------------- | ---------------- | --------------------------------- | ------------------ | ------------------------------------------- |
| Rixheim (bureau centralisateur) | 68278      | CA Mulhouse Alsace Agglomération | 19,53            | 14 125 (2022)                     | 723                | modifier les données · modifier les données |
| Baldersheim                     | 68015      | CA Mulhouse Alsace Agglomération | 12,76            | 2 577 (2022)                      | 202                | modifier les données · modifier les données |
| Bantzenheim                     | 68020      | CA Mulhouse Alsace Agglomération | 21,22            | 1 624 (2022)                      | 77                 | modifier les données · modifier les données |
| Battenheim                      | 68022      | CA Mulhouse Alsace Agglomération | 16,88            | 1 552 (2022)                      | 92                 | modifier les données · modifier les données |
| Chalampé                        | 68064      | CA Mulhouse Alsace Agglomération | 4,77             | 996 (2022)                        | 209                | modifier les données · modifier les données |
| Habsheim                        | 68118      | CA Mulhouse Alsace Agglomération | 15,63            | 5 061 (2022)                      | 324                | modifier les données · modifier les données |
| Hombourg                        | 68144      | CA Mulhouse Alsace Agglomération | 15,32            | 1 364 (2022)                      | 89                 | modifier les données · modifier les données |
| Niffer                          | 68238      | CA Mulhouse Alsace Agglomération | 8,72             | 977 (2022)                        | 112                | modifier les données · modifier les données |
| Ottmarsheim                     | 68253      | CA Mulhouse Alsace Agglomération | 25,67            | 2 025 (2022)                      | 79                 | modifier les données · modifier les données |
| Petit-Landau                    | 68254      | CA Mulhouse Alsace Agglomération | 17,51            | 820 (2022)                        | 47                 | modifier les données · modifier les données |
| Riedisheim                      | 68271      | CA Mulhouse Alsace Agglomération | 6,96             | 12 154 (2022)                     | 1 746              | modifier les données · modifier les données |
| Sausheim                        | 68300      | CA Mulhouse Alsace Agglomération | 16,91            | 5 597 (2022)                      | 331                | modifier les données · modifier les données |
| Canton de Rixheim               | 6813       |                                  | 181,88           | 48 872 (2022)                     | 269                | modifier les données                        |

## Démographie
En 2022, le canton comptait 48 872 habitants, en évolution de +1,01 % par rapport à 2016 (Haut-Rhin : +0,66 %, France hors Mayotte : +2,11 %).
| 2013   | 2018   | 2022   |
| ------ | ------ | ------ |
| 47 422 | 49 023 | 48 872 |